# KDI School of Public Policy and Management
 (août 2023).
Pour les articles homonymes, voir KDI.
Korea Development Institute School of Public Policy and Management, ou en français l’école d'administration publique et de gestion de l'institut de développement de la Corée est la graduate school du Korea Development Institute, le think tank coréen pour l'économie. 

## Histoire

### Origine
L’école a été fondée en 1997 par le Korea Development Institute sous le nom aujourd'hui abandonné de KDI School of International Policy and Management, école d'administration et de gestion internationales de KDI. L'autorisation a ensuite été donnée par le ministère de l’éducation et du développement des ressources humaines. La conclusion du projet KDI School arrivant alors que la crise économique asiatique de 1997 se propageait en Corée du Sud, le projet, bien que reconsidéré, fut tout de même maintenu.

### Développement
Les premiers cours ont eu lieu en 1998. En 1999, l’école signe un accord avec la KOICA dans le but d'offrir des bourses d’études aux pays en voie de développement que la Corée du Sud aide. La même année, l’école change son nom pour adopter l'actuel KDI School of Public Policy and Management. En 2009, il a été décidé que KDI School recentrerait ses cursus autour de l'administration publique au détriment de la gestion. Ainsi, les programmes MBA, Master in Foreign Direct Investment (Master des investissements étrangers directs) et Master in Asset Management (Master de gestion des actifs) sont abandonnés. 

## Organisation

### Cursus
Les cursus diplômants de KDI School ont la particularité de se dérouler intégralement en anglais. 

#### Master
Les masters d'administration publique sont divisés en 3 types:
- Masters d'administration publique
- Masters d’administration publique et de développement économique
- Masters d'administration et de gestion publique

#### Doctorat / PhD
Le doctorat de KDI School a pour concentration l'administration publique. Le cursus requiert également de la recherche dans d'autres domaines que l’économie et la finance comme les sciences politiques, la gestion ou le marketing. 

#### Séminaire
L’école propose également des séminaires aux gouvernements étrangers et entreprises coréennes. Ces derniers peuvent parfois se dérouler en coréen. Ces séminaires ne débouchent pas sur une remise de diplôme.

### Recherche
En raison de son affiliation au Korea Development Institute, la recherche à KDI School y est très importante, notamment en matière économique. Régulièrement, les professeurs animent au sein des locaux de l’établissement des conférences au sujet de leur recherche.

### Réputation
Un peu à l'image de l'INSEAD en France, KDI School n'est pas très connue du grand public mais a une réputation certaine auprès des professionnels notamment ceux travaillant pour l'administration.

## Campus et installations

### Campus
KDI School se situe sur le campus de Séoul de la graduate school de KAIST. Il est situé dans l'arrondissement de Dongdaemun à Séoul. Il n'y a pas de station de métro à direct proximité du campus et les stations de Hoegi, cheongnyeongni sur la ligne 1 et Korea University sur la ligne 6 sont les plus proches.  
Le campus est entouré d'institut de recherche notamment le Korea Development Institute, le Korea Forest Research Institute, le Korea Institute for Industrial Economics and Trade, le Korea Institute for Science and Technology, Korea Institute for Industrial Economics and Trade, Korea Institute for Defense Analyses et l'Institut Pasteur Korea. Mais également d’universités tel Korea University, Kyunghee University, Hankuk University of Foreign Studies et Seoul Women's University. Le campus est connecté directement avec celui de Kyunghee University.

### Installations
KDI School n'utilise exclusivement qu'un seul des buildings du campus de KAIST pour ses cours. Dans les hauteurs du campus, il y a également le dortoir Haejeong qui est utilisé pour l’accommodation exclusive des étudiants de KDI School. Les autres installations sont en général partagées entre les étudiants de KDI School et ceux de KAIST. Ainsi, sur le campus les étudiants de KDI School ont accès à la poste, la librairie, la bibliothèque, les 3 restaurants, les 2 supérettes, la banque Woori, aux installations sportives et à l'infirmerie.  

### Sports et cercles d’étudiants
Le campus dispose d'une salle de tennis de table, d'un terrain de basket-ball et de 3 courts de tennis. Par l’intermédiaire des cercles d’étudiants et suivant les années, les activités sportives peuvent s’étendre au taekwondo, au kendo, au football et à d'autres activités physiques de salle comme la danse, le yoga… 
Les cercles d’étudiants existent aussi dans leur forme non-sportive comme ceux de l’étude de langues étrangères, de l'œnologie… L’éventail des activités dépend des choix et intérêts des étudiants durant l’année en cours.

### Bibliothèque
La bibliothèque de KDI School dispose d'à peu près 50000 titres à travers des livres, papiers de recherche, journaux, publications de l’école et autres. La bibliothèque a aussi une collection numérique de plus de 3 millions de livres, papiers de recherche, journaux et de thèses.